# Rafael Couchoud Sebastiá
Rafael Couchoud Sebastiá (Valencia, 7 de enero de 1914-Madrid, 19 de febrero de 1990) fue un ingeniero español, que ocupó diversos puestos en la Dirección General de Obras Hidráulicas. Entre otras actuaciones dirigió el proyecto (1942) y las obras (1948-1960) del Embalse del Cenajo. Fue el primer rector de la Universidad Politécnica de Valencia.

## Biografía
En 1940 obtuvo el título de Ingeniero de Caminos, Canales y Puertos en la Escuela Técnica Superior de Ingenieros de Caminos, Canales y Puertos (Universidad Politécnica de Madrid). En 1940 fue destinado a la Cuenca del Segura donde permaneció hasta 1957. En julio de ese año fue nombrado secretario técnico de la Dirección General de Obras Hidráulicas. En junio de 1959 fue designado subdirector general de Obras Hidráulicas.
En octubre de 1968 asumió la presidencia del Instituto Politécnico Superior de la Universidad de Valencia, hasta marzo de 1971. En esa fecha el IPS se transformó en la Universidad Politécnica de Valencia (Decreto 495/1971 de 2 de marzo, BOE del 29). Rafael Couchoud fue su primer rector, siendo vicerrectores Marcos Rico y Eduardo Primo. En dicho cargo estará once meses, hasta febrero de 1972. Couchoud fue, junto con Vicente Mortes, uno de los fundadores de la UPV.
En 1972 fue presidente de la Comisión del Plan de Desarrollo de Canarias. Y en 1975, Vicepresidente del Consejo de Administración del Canal de Isabel II.

### Homenajes
En 2008, La UPV celebró su cuadragésimo aniversario con una muestra titulada '4x10 = UPV. 40 años de excelencia académica'. Además de sesenta objetos, expuestos en el Centro del Carmen de la capital levantina, con los que se pretendía recorrer la historia de esta institución educativa, se exhibió un gran mural que ilustraba a través de textos, imágenes y planos la evolución de la IPV desde que los valencianos José Luis Villar Palasí –entonces ministro de Educación y Ciencia– y Rafael Couchoud se hicieran eco en 1968 de la necesidad de enseñanzas técnicas en una sociedad que empezaba a consolidarse industrialmente.
En la celebración del L aniversario de la UPV, Couchoud fue homenajeado, junto con los otros nueve rectores que se hicieron cargo de este centro superior de educación, en sus primeros cincuenta años de existencia.

### Vida privada
Casado con Milagros Gregori Espasa, tuvo tres hijas: Milagros, Amparo y Aurora Couchoud Gregori.

## Premios y distinciones
- Encomienda de número[1]
- Gran Cruz del Mérito Civil (1963)[12]
- Hijo Predilecto de Valencia[2]
- Medalla de Honor (Ingenieros de Caminos)
- Gran Cruz de la Orden de Alfonso X el Sabio (1970)[13]